# Laphria abdominalis
Laphria abdominalis là một loài ruồi trong họ Asilidae. Laphria abdominalis được Walker miêu tả năm 1855. Loài này phân bố ở vùng Cổ Bắc giới.